# Guldlöpare
Guldlöpare (Carabus nitens) är en skalbaggsart som beskrevs av Carl von Linné 1758. Guldlöpare ingår i släktet Carabus, och familjen jordlöpare. Arten är reproducerande i Sverige.

## Bildgalleri

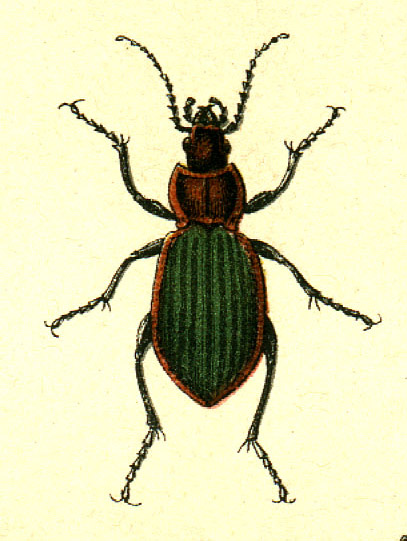
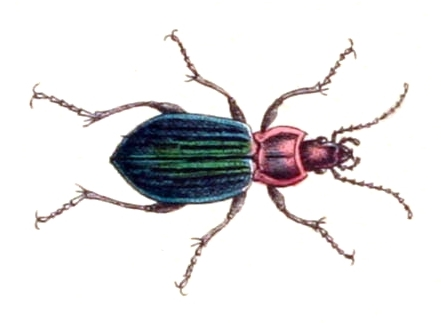
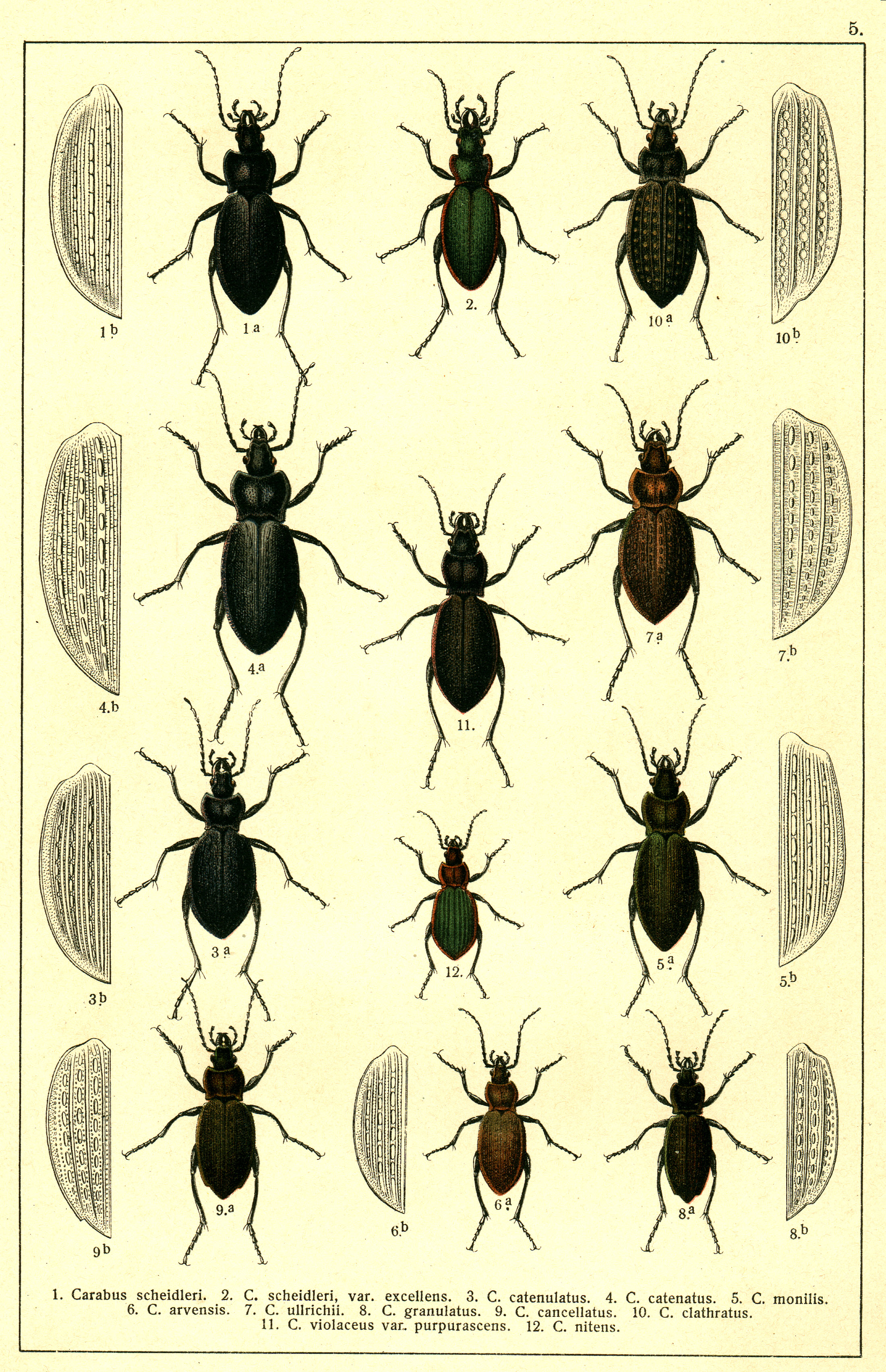
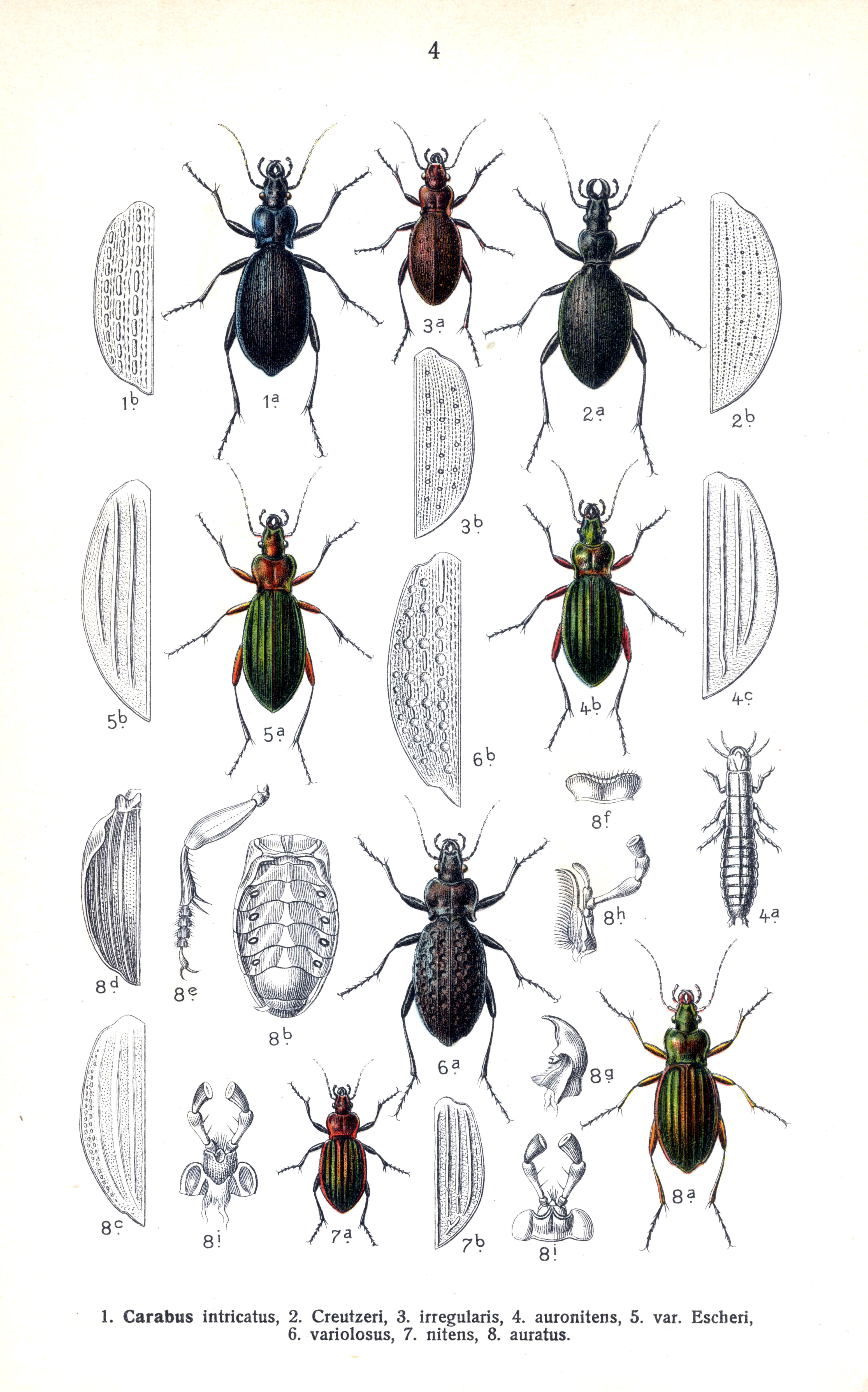